# René Mattot
René J.G. Mattot (Halle, 6 mei 1931 – Jette, 24 juli 2020) was een Belgisch architect.

## Levensloop
Mattot haalde zijn diploma in de architectuur in 1958, waarna hij gedurende zijn carrière als architect verschillende openbare gebouwen en sociale woningen ontworpen heeft. Hij was daar tevens voorzitter van de Koninklijke Sint-Martinusfanfare van Halle. 
Zijn belangrijkste verwezenlijking is zijn bijdrage aan de bouw van de Kathedraal van Bobo-Dioulasso in Burkina Faso.
Andere projecten van zijn hand:
- Hoofdbibliotheek te Halle
- Onze-Lieve-Vrouwe Centrum te Halle
- Voormalig warenhuis Hodé te Halle (met eerste roltrap in Halle)
- Brandweerkazerne te Tubize
- Verschillende sociale woonwijken te Halle (Windmoleken, Rodenem/Heuvelpark)